# تپه دوقوزیاتان
تپه دوقوزیاتان مربوط به دوره اشکانیان است و در شهرستان گرمی، بخش مرکزی، دهستان اجارود مرکزی، روستای قهره مانلی واقع شده و این اثر در تاریخ ۱۲ شهریور ۱۳۸۶ با شمارهٔ ثبت ۱۹۴۲۸ به‌عنوان یکی از آثار ملی ایران به ثبت رسیده است.